# Gilles Costantini
Pour les articles homonymes, voir Costantini.
Gilles Costantini (5 février 1933 à Vannes- décembre 2007 dans la même ville) est un architecte naval, directeur avec son frère Marc du chantier naval du même nom de 1957 à 1979.
Les frères Costantini commencèrent par produire le très populaire dériveur Vaurien (deux séries de 100 bateaux, chiffre très important pour l'époque) lancé à l'initiative du Centre Nautique des Glénans. Cependant, ce bateau minimum, conçu pour démocratiser le nautisme, était à l'époque vendu à un prix imposé par les Glénans, détenteurs des licences de fabrication (en principe indexé sur... le prix de deux vélos) et ne permettait pas au chantier de dégager une marge bénéficiaire. 

dériveur Vaurien

Les frères Costantini lancèrent alors leur propre série de dériveurs légers : Le Petit Gars plus perfectionné (dérive pivotante, gouvernail relevable, pontage plus important) qui , vendu plus cher, n'eut qu'un faible succès commercial malgré une qualité de construction reconnue.
Fort de cette expérience dans la construction de voiliers légers en contreplaqué, ils décidèrent de monter en gamme et de produire des voiliers habitables, comme le célèbre Tarann dans ce matériau alors novateur et réussirent à l'imposer auprès d'une clientèle jusqu'alors traditionaliste et attachée à la construction classique (et lourde)  en bois massif grâce à leurs succès en course-croisière.

## Biographie
Gilles Costantini a été un architecte précurseur de voiliers de compétition dit à l’époque à « déplacements légers ». Il est le concepteur de la série des Tarann en 1961 dont provient Margilic V, qui servira de bateau d’entrainement à Éric Tabarly.
Il dessinera plus tard en 1963 sur cette même base le Pen Duick II, qui apportera la célébrité à Éric Tabarly par sa victoire en solitaire dans la Transat anglaise 1964.
Outre ces bateaux devenus célèbres, Gilles Costantini a été avant tout un passionné de marine et de technique, auteur de nombreux autres bateaux au palmarès élogieux.
Les bateaux sortant de sa table à dessin ont la réputation d’être marins, fiables ainsi que bon marcheurs et encore plus particulièrement dans le gros temps.